# Joe Tryon-Shoyinka
Joe Tryon-Shoyinka (* 30. April 1999 in Seattle, Washington) ist ein US-amerikanischer American-Football-Spieler auf der Position des Linebackers. Aktuell spielt er bei den Cleveland Browns in der National Football League (NFL). Zuvor spielte Tryon-Shoyinka vier Jahre lang für die Tampa Bay Buccaneers.

## Frühe Jahre
Tryon-Shoyinka wuchs in Washington auf. Als Junge bekam er Taekwondo-Unterricht. Schließlich besuchte er die Hazen High School in Renton, Washington, an der er in der Football-, Basketball- und Baseballmannschaft aktiv war. In der Footballmannschaft spielte er sowohl als Tight End als auch als Defensive End. Dabei konnte er als Tight End den Ball für 11 Touchdowns fangen. In seinem letzten Jahr wurde er unter anderem zum Defensive Lineman of the Year durch die Seattle Times ernannt. Nach seinem Highschoolabschluss erhielt er ein Stipendium der University of Washington aus Seattle, für die er von 2017 bis 2020 ebenfalls in der Footballmannschaft aktiv war. Nachdem er in seinem ersten Jahr noch geredshirted wurde, kam er in 23 Spielen zum Einsatz und konnte dabei 61 Tackles und 9 Sacks verzeichnen. Aufgrund der COVID-19-Pandemie entschied er sich, auf seine letzte Collegesaison zu verzichten. Nichtsdestotrotz konnte er in seiner Zeit an der Universität mit seinem Team 2018 die Pac-12 Conference sowie 2019 den Las Vegas Bowl gewinnen. Auch Tryon-Shoyinka persönlich war erfolgreich und wurde 2019 ins Second-Team All-Pac-12 gewählt. Aufgrund der COVID-19-Pandemie entschied er sich, die Saison 2020 auszusetzen und sich für den kommenden NFL Draft anzumelden.

## NFL
Beim NFL Draft 2021 wurde Tryon-Shoyinka in der 1. Runde an 32. Stelle vom aktuellen Super-Bowl-Sieger, den Tampa Bay Buccaneers, ausgewählt. Vor dem dritten Spiel der Preseason spielte er nur mit dem Namen Tryon auf seinem Trikot, seitdem verwendet er wie schon am College auch den Namen seines Vaters. Sein NFL-Debüt gab er direkt am 1. Spieltag der Saison 2021 beim 31:29-Sieg gegen die Dallas Cowboys. Bei dem Spiel stand er direkt in der Startformation der Bucs und konnte insgesamt 2 Tackles verzeichnen. Am 4. Spieltag konnte er beim 19:17-Sieg gegen die New England Patriots insgesamt 2 Sacks an Quarterback Mac Jones verzeichnen, seine ersten zwei in der Liga. Bei der 19:29-Niederlage gegen das Washington Football Team am 10. Spieltag sowie bei der 0:9-Niederlage gegen die New Orleans Saints am 15. Spieltag gelang ihm ein weiterer Sack. Während Tryon-Shoyinka den Großteil der Saison nur als Backup eingesetzt wurde, wurde er in den letzten 3 Partien erneut Starter. Insgesamt kam er somit in seiner Rookie-Saison in allen 17 Saisonspielen zum Einsatz und konnte 29 Tackles sowie 4 Sacks verzeichnen. Da die Buccaneers in dieser Saison 13 Spiele gewannen und nur 4 verloren, konnten sie die NFC South gewinnen und sich somit für die Playoffs qualifizieren. Dort gab er beim 31:15-Sieg gegen die Philadelphia Eagles in der ersten Runde sein Debüt, bei dem er auch einen Tackle verzeichnen konnte. In der folgenden Divisional Round kam er erneut zum Einsatz, die Bucs schieden allerdings mit 27:30 gegen den späteren Super-Bowl-Sieger Los Angeles Rams aus.
Daraufhin ging Tryon-Shoyinka in die Saison 2022 als Stammspieler in der Defense der Buccaneers unter dem neuen Cheftrainer Todd Bowles. Am zweiten Spieltag konnte er beim 20:10-Sieg gegen die New Orleans Saints seinen ersten halben Sack der Saison verzeichnen. Am 17. Spieltag erreichte er im Spiel gegen die Carolina Panthers insgesamt sieben Tackles, bis dato sein Karrierehöchstwert an Tackles pro Spiel. Trotz nur acht Siegen bei neun Niederlagen gewannen die Buccaneers in der Saison 2022 die NFC South und qualifizierten sich damit erneut für die Playoffs. Dort schieden sie allerdings schon in der Wildcard-Runde mit 14:31 gegen die Dallas Cowboys aus.
Um mehr Tiefe in der Besetzung ihrer Defense, vor allem im Pass Rush, zu bekommen, verpflichteten die Cleveland Browns Tryon Shoyinka am 12. März 2025.

## Karrierestatistiken

### Regular Season
| Saison                             | Team             | Spiele | Spiele  | Tackles | Tackles | Tackles | Tackles | Interceptions | Interceptions | Interceptions | Interceptions | Interceptions | Interceptions | Fumbles | Fumbles | Fumbles |
| Saison                             | Team             | Gesamt | Starter | Gesamt  | Solo    | Assist  | Sacks   | PD            | Int           | Yards         | Durchschnitt  | Lang          | TD            | FF      | FR      | TD      |
| ---------------------------------- | ---------------- | ------ | ------- | ------- | ------- | ------- | ------- | ------------- | ------------- | ------------- | ------------- | ------------- | ------------- | ------- | ------- | ------- |
| 2021                               | Bucs             | 17     | 6       | 29      | 21      | 8       | 4,0     | 3             | 0             | 0             | 0,0           | 0             | 0             | 0       | 0       | 0       |
| 2022                               | Bucs             | 17     | 16      | 40      | 23      | 17      | 4,0     | 2             | 0             | 0             | 0,0           | 0             | 0             | 0       | 0       | 0       |
| 2023                               | Bucs             | 17     | 12      | 45      | 28      | 17      | 5,0     | 1             | 0             | 0             | 0,0           | 0             | 0             | 1       | 1       | 0       |
| 2024                               | Bucs             | 15     | 11      | 24      | 15      | 9       | 2,0     | 2             | 0             | 0             | 0,0           | 0             | 0             | 1       | 0       | 0       |
| Gesamte Karriere                   | Gesamte Karriere | 66     | 45      | 138     | 87      | 51      | 15,0    | 8             | 0             | 0             | 0,0           | 0             | 0             | 2       | 1       | 0       |
| Quelle: pro-football-reference.com |                  |        |         |         |         |         |         |               |               |               |               |               |               |         |         |         |

### Postseason
| Saison                             | Team             | Spiele | Spiele  | Tackles | Tackles | Tackles | Tackles | Interceptions | Interceptions | Interceptions | Interceptions | Interceptions | Interceptions | Fumbles | Fumbles | Fumbles |
| Saison                             | Team             | Gesamt | Starter | Gesamt  | Solo    | Assist  | Sacks   | PD            | Int           | Yards         | Durchschnitt  | Lang          | TD            | FF      | FR      | TD      |
| ---------------------------------- | ---------------- | ------ | ------- | ------- | ------- | ------- | ------- | ------------- | ------------- | ------------- | ------------- | ------------- | ------------- | ------- | ------- | ------- |
| 2021                               | Bucs             | 2      | 0       | 1       | 1       | 0       | 0,0     | 1             | 0             | 0             | 0,0           | 0             | 0             | 0       | 0       | 0       |
| 2022                               | Bucs             | 1      | 1       | 2       | 1       | 1       | 0,0     | 0             | 0             | 0             | 0,0           | 0             | 0             | 0       | 0       | 0       |
| 2023                               | Bucs             | 2      | 0       | 4       | 2       | 2       | 1,0     | 0             | 0             | 0             | 0,0           | 0             | 0             | 0       | 0       | 0       |
| 2024                               | Bucs             | 1      | 0       | 2       | 0       | 2       | 1,0     | 0             | 0             | 0             | 0,0           | 0             | 0             | 0       | 0       | 0       |
| Gesamte Karriere                   | Gesamte Karriere | 4      | 1       | 5       | 2       | 3       | 1,0     | 1             | 0             | 0             | 0,0           | 0             | 0             | 0       | 0       | 0       |
| Quelle: pro-football-reference.com |                  |        |         |         |         |         |         |               |               |               |               |               |               |         |         |         |